# تصوير تجسيمي بالحاسوب
(بالإنجليزية: Computer-generated holography)‏ التصوير التجسيمي بالحاسوب ويختصر إلى (CGH) هو طريقة لتوليد أنماط التداخل المجسم رقميا. يمكن إنشاء صورة ثلاثية الأبعاد على سبيل المثال عن طريق حساب نمط تداخل ثلاثي الأبعاد رقمياً وطباعته على قناع أو فيلم للإضاءة اللاحقة بواسطة مصدر ضوء متماسك مناسب.

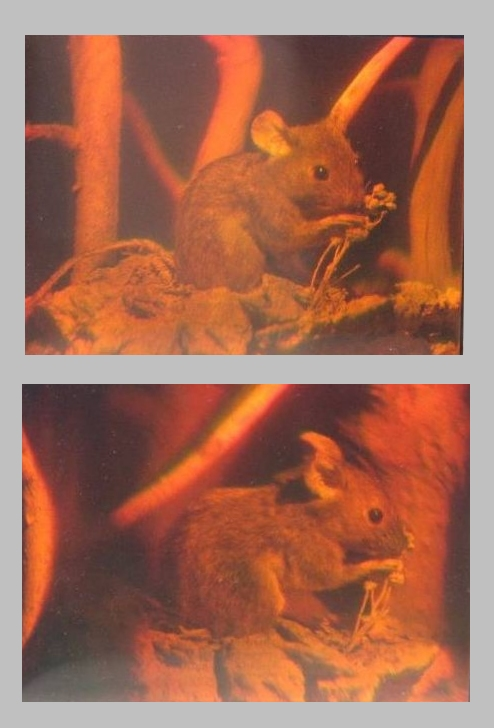

وبدلاً من ذلك، يمكن إحياء الصورة الثلاثية الأبعاد من خلال شاشة ثلاثية الأبعاد (شاشة تعمل على أساس تداخل الضوء المترابط) ، متجاوزة الحاجة إلى تصنيع نسخة مطبوعة من نمط التداخلات الثلاثية الأبعاد في كل مرة، وبالتالي يستخدم مصطلح «التصوير التجسيمي بواسطة الكمبيوتر» في الآونة الأخيرة بشكل متزايد للإشارة إلى سلسلة العملية الكاملة للتحضير الصناعي لواجهات الموجات الضوئية المجسمة المناسبة للمراقبة. 
تتمتع الصور المجسمة التي يتم إنشاؤها بواسطة الكمبيوتر بميزة أن الكائنات التي يرغب المرء في إظهارها لا يجب أن تمتلك أي واقع مادي على الإطلاق (جيل الهولوغرام الاصطناعي بالكامل)، من ناحية أخرى إذا تم إنشاء البيانات الثلاثية الأبعاد للكائنات الموجودة بصريًا ولكن تم تسجيلها ومعالجتها رقميًا وعرضها لاحقًا فإن هذا يسمى أيضا تصوير تجسيمي بالحاسوب CGH ، في نهاية المطاف قد يخدم التصوير التجسيمي الذي يتم إنشاؤه بواسطة الكمبيوتر جميع أدوار الصور الحالية التي تم إنشاؤها بواسطة الكمبيوتر مثل شاشات الكمبيوتر المجسم لمجموعة واسعة من التطبيقات من تصميم بمساعدة الحاسوب CAD إلى الألعاب وبرامج الفيديو والتلفزيون الثلاثية الأبعاد وتطبيقات السيارات والاتصالات (شاشات الهاتف المحمول) وغيرها الكثير .

## نظرة عامة
الهولوغرافي هو تقنية ابتكرها الفيزيائي المجري دينيس غابور (1900-1979) لتحسين قدرة حل المجاهر الإلكترونية، يضيء الجسم بحزمة ضوء متماسكة (عادة أحادية اللون) ، يتم جلب الضوء المتناثر للتداخل مع حزمة مرجعية من نفس المصدر، يسجل نمط التداخل.
التصوير المجسم بالحاسوب CGH كما هو محدد في المقدمة له ثلاث مهام على نطاق واسع:
1. حساب واجهة الموجة المتناثرة الافتراضية
2. تشفير بيانات واجهة الموجة وإعدادها للعرض
3. إعادة البناء: تعديل نمط التداخل على شعاع ضوء متماسك بالوسائل التكنولوجية، لنقله إلى المستخدم الذي يراقب الهولوغرام.

لاحظ أنه ليس من المبرر دائمًا التمييز بدقة بين هذه الخطوات ؛ ومع ذلك فإنه يساعد المناقشة على هيكله بهذه الطريقة.